# Villalonso
Villalonso es un municipio y localidad española de la provincia de Zamora y de la comunidad autónoma de Castilla y León. 

## Historia
Su fundación se remontaría a la Edad Media, enmarcándose dentro del proceso repoblador emprendido por los reyes leoneses en el alfoz toresano. Así, en 1147 el rey Alfonso VII de León otorgó a Villalonso fueros propios de manera conjunta con Benafarces, apareciendo mencionada la localidad una década más tarde en una donación a la Diócesis de Zamora por parte del conde Osorio y su mujer Teresa el 16 de abril de 1159, durante el reinado de Fernando II de León. Por otro lado, desde las Cortes leonesas de 1188, Villalonso fue una de las localidades representadas por la ciudad de Toro en Cortes, siendo una de las que integró posteriormente la provincia de Toro.
En 1412 se creó el Señorío de Villalonso, que pasó a ostentar Pedro Yáñez de Ulloa tras la compra de las villas de Villalonso y Benafarces a Día Sánchez de Benavides por 2.000 florines de oro. Más adelante, en 1599, el señorío de Villalonso fue elevado a Condado, siendo Juan Gaspar de Ulloa el primer conde de Villalonso. Ya en la Edad Contemporánea, al crearse las actuales provincias en la división provincial de 1833, Villalonso quedó encuadrado en la provincia de Zamora, dentro de la Región Leonesa.

## Geografía humana

### Demografía
Cuenta con una población de 79 habitantes (INE 2024).
| Gráfica de evolución demográfica de Villalonso entre 1842 y 2021                                                      |
| |
| Población de derecho según los censos de población del INE. Población de hecho según los censos de población del INE. |

## Patrimonio

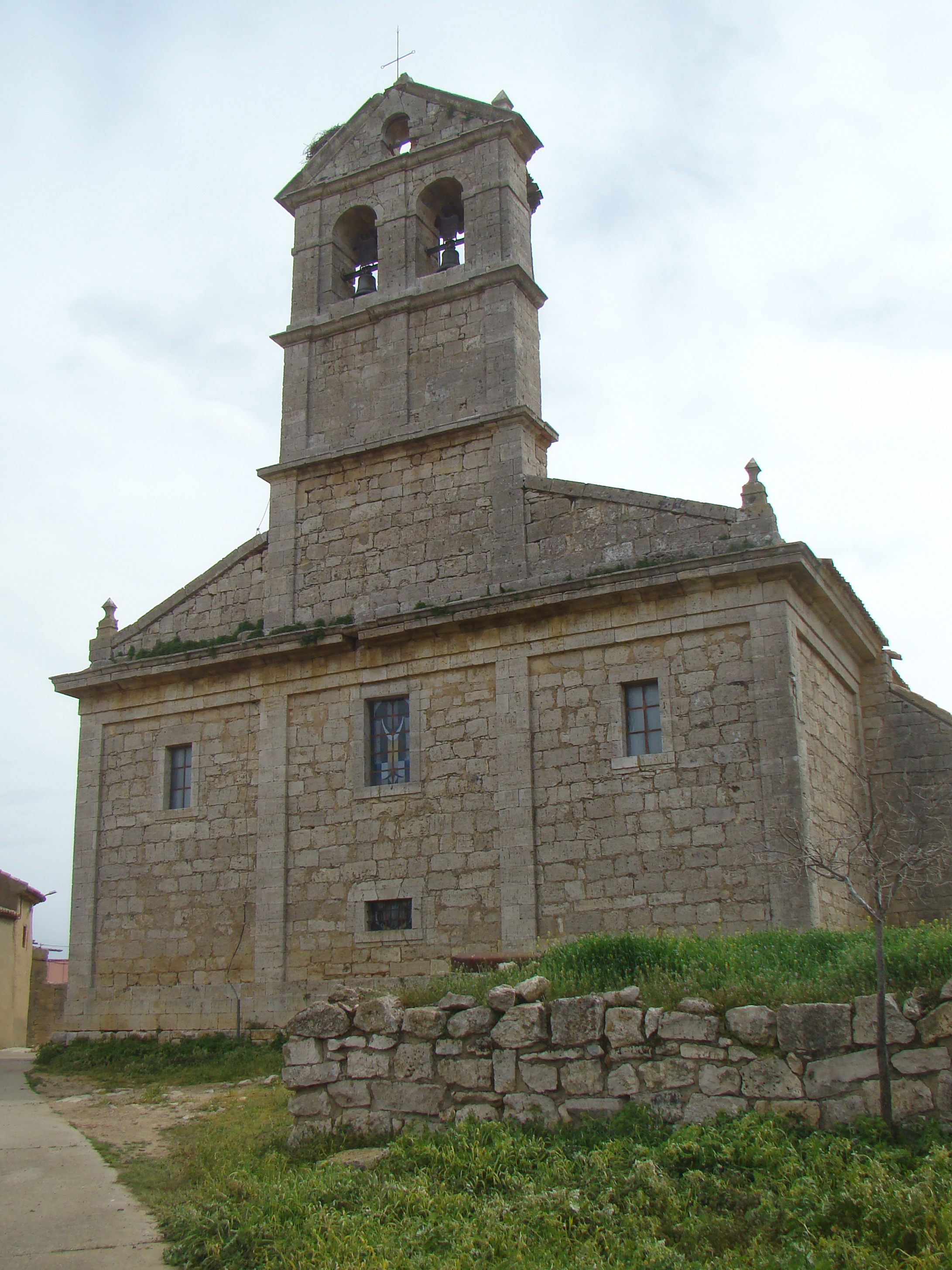
Iglesia de Santa María.

Cerca del pueblo se encuentra el castillo de Villalonso; la anterior edificación ubicada en este espacio perteneció en 1235 a la Orden de Calatrava. En el siglo XV fue reconstruido por la familia Ulloa, Juan de Ulloa y su esposa María de Sarmiento, familia que defendió la causa portuguesa de Juana la Beltraneja contra los Reyes Católicos, por lo que perdió el castillo y varias de sus villas. Más tarde pasó al hijo de ambos que se alió con los comuneros y fue condenado a muerte por Carlos I, aunque se libró mediante la entrega de una suma de dinero. La mayor parte de la fábrica actual es del siglo XV, para lo que se utilizaron sillares de piedra caliza. Su planta es cuadrada, con cubos en las esquinas y torre del homenaje junto a la puerta de entrada. Está restaurado desde el año 2011 y abierto al público los fines de semana. Fue utilizado en el rodaje de dos películas.
- "Robin y Marian": película dirigida por Richard Lester en 1976 y protagonizada por Sean Connery y Audrey Hepburn. La localización y los exteriores de los primeros minutos de la película en los cuales aparece el sitiado de un castillo se rodaron en esta localidad.
- "Geburt der Hexe" (Nacimiento de la bruja): película suiza fue rodada en Villalonso en 1979.

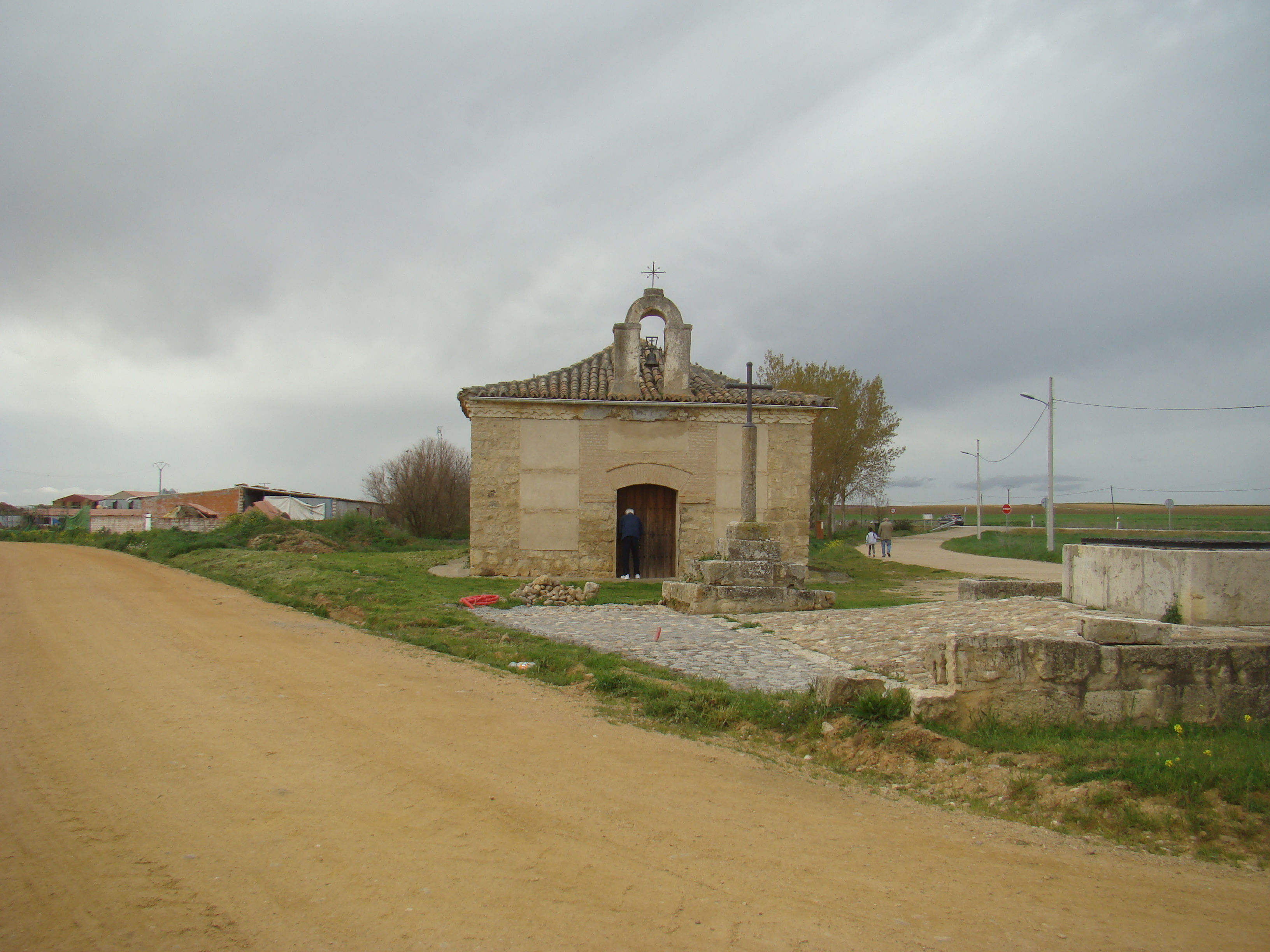
Ermita de la Vera Cruz.

También es destacable la iglesia de Santa María de Villalonso que, fechada en el siglo XVI, consta de una capilla mayor cuadrada y de cuyo interior destaca su retablo mayor. Tiene una ermita que lleva del nombre de ermita del Santo Cristo de la Vera Cruz aunque su origen está en un humilladero que se edificó a la salida del pueblo en un cruce de caminos que indicaba al viajero cuál tenía que seguir. La fachada principal está construida en piedra y ladrillo y sobre ella se eleva una espadaña con un solo hueco de campana.

## Fiestas
La Santa Cruz, el 3 de mayo, y San Martín, el día 11 de noviembre.